# Нестеровка (Новосергієвський район)
Не́стеровка (рос. Нестеровка) — село у складі Новосергієвського району Оренбурзької області, Росія.

## Населення
Населення — 584 особи (2010; 698 у 2002).
Національний склад (станом на 2002 рік):
- росіяни — 95 %